# ウルシ
ウルシ（漆、学名: Toxicodendron vernicifluum、英: Lacquer tree) は、ウルシ科ウルシ属の落葉低木ないし高木。和名の由来は、紅葉する葉の美しさから「うるわしの木」と言ったのがウルシになったという説がある。中国名は漆。

## 形態
樹5m-15mになる低木で樹形はあまり分枝しない。葉は奇数羽状複葉、小葉は3枚から7枚（1対から3対）で鋸歯を持たない（いわゆる全縁）
雌雄異株で雄花しか付けない雄株と雌花しか付けない雌株がある。雄花は緑色で雄蕊は5本、雌花は子房1つに対し柱頭が3分されたものが付く。種子は核果。

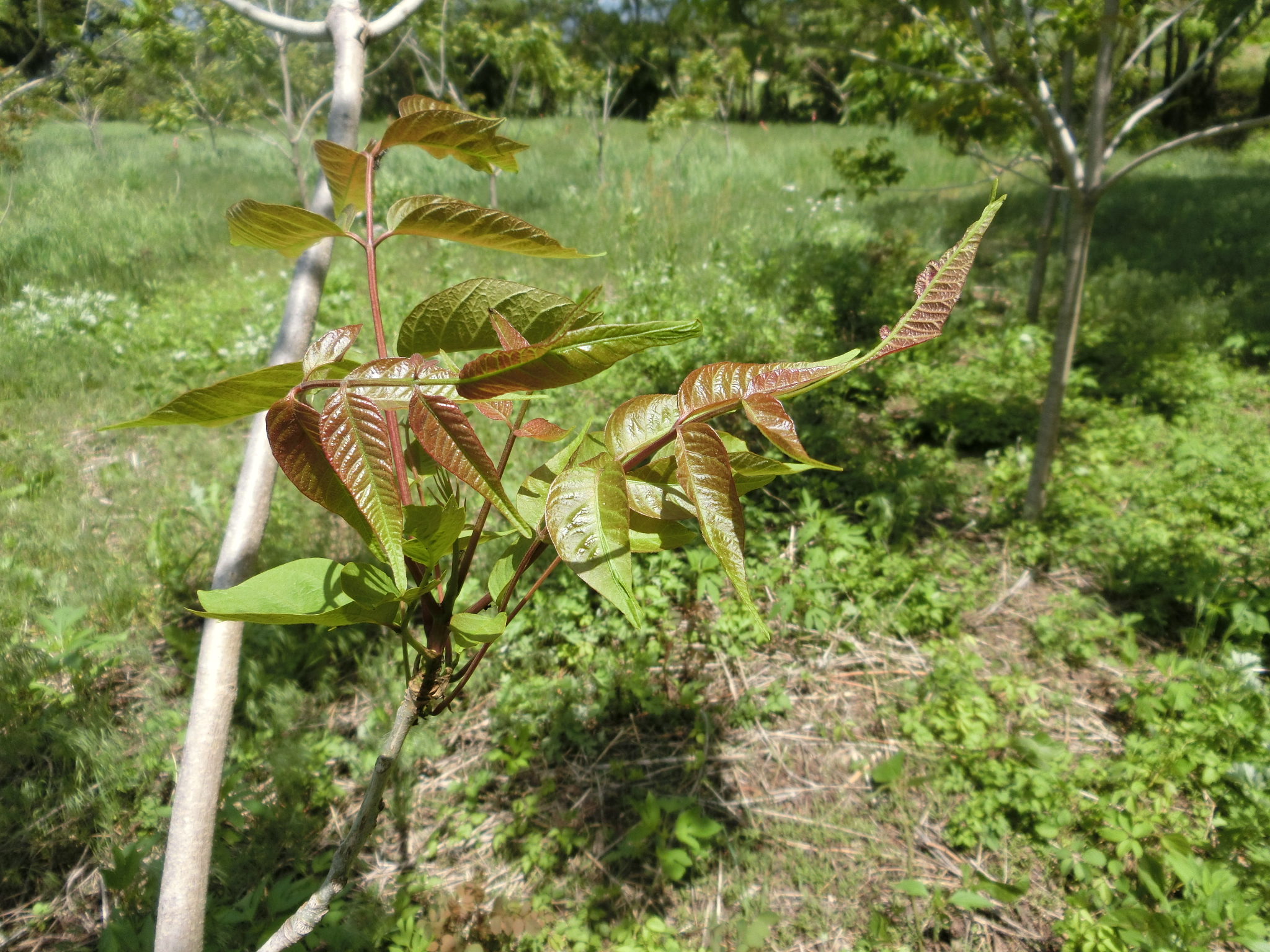
ウルシの新芽（開芽時は赤みを帯びる）
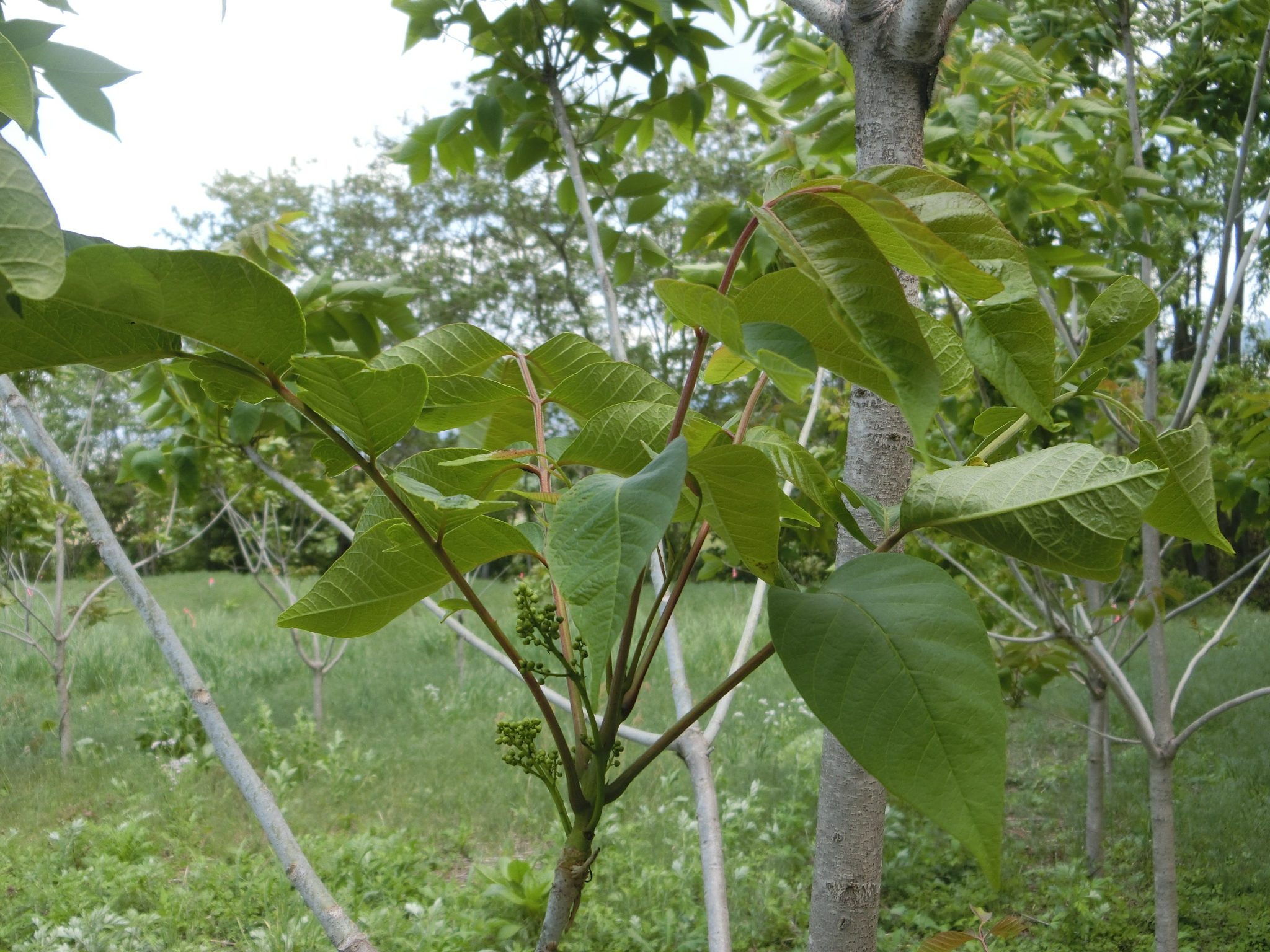
ウルシの若葉とつぼみ
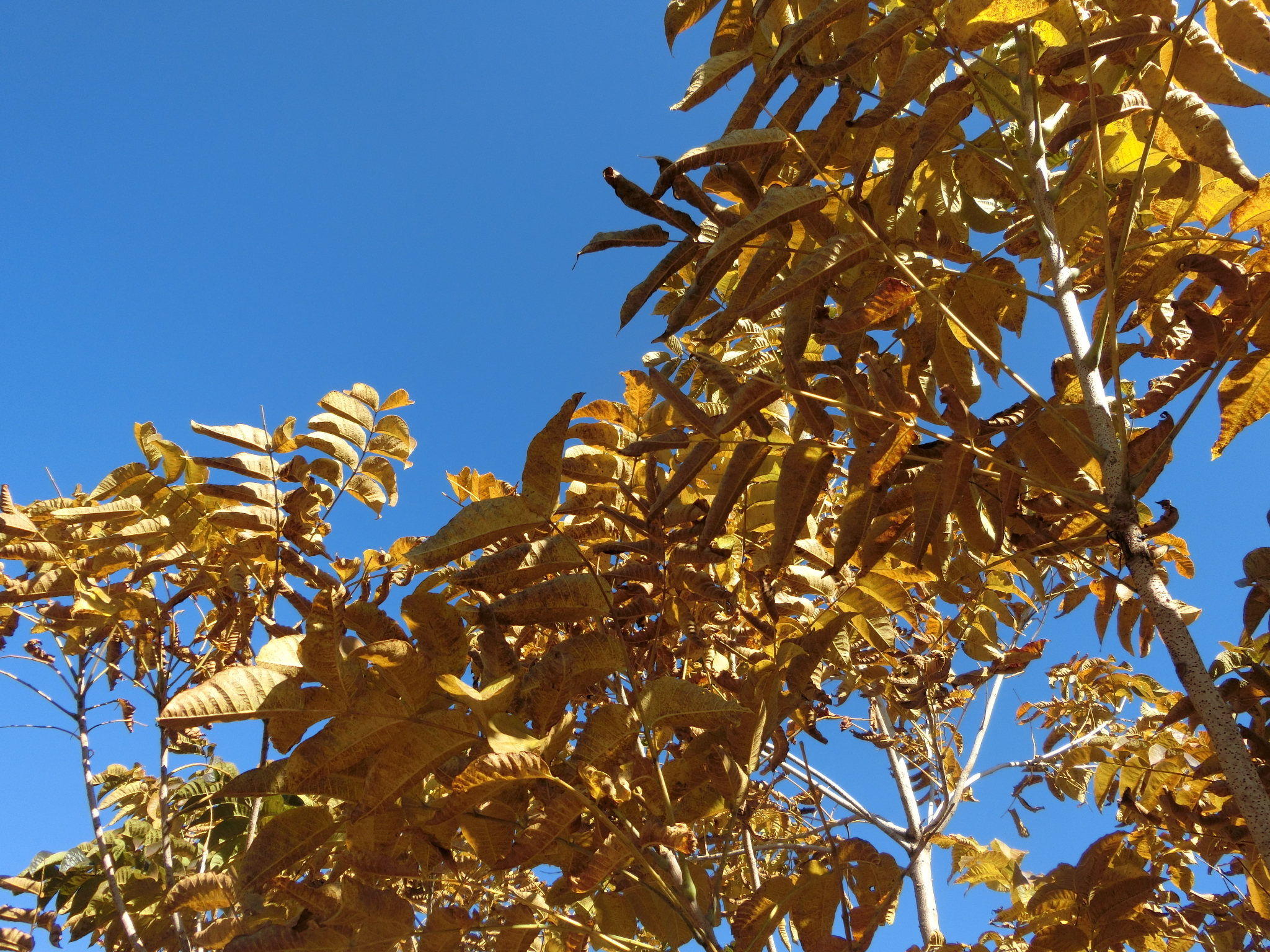
黄褐色に黄葉した葉
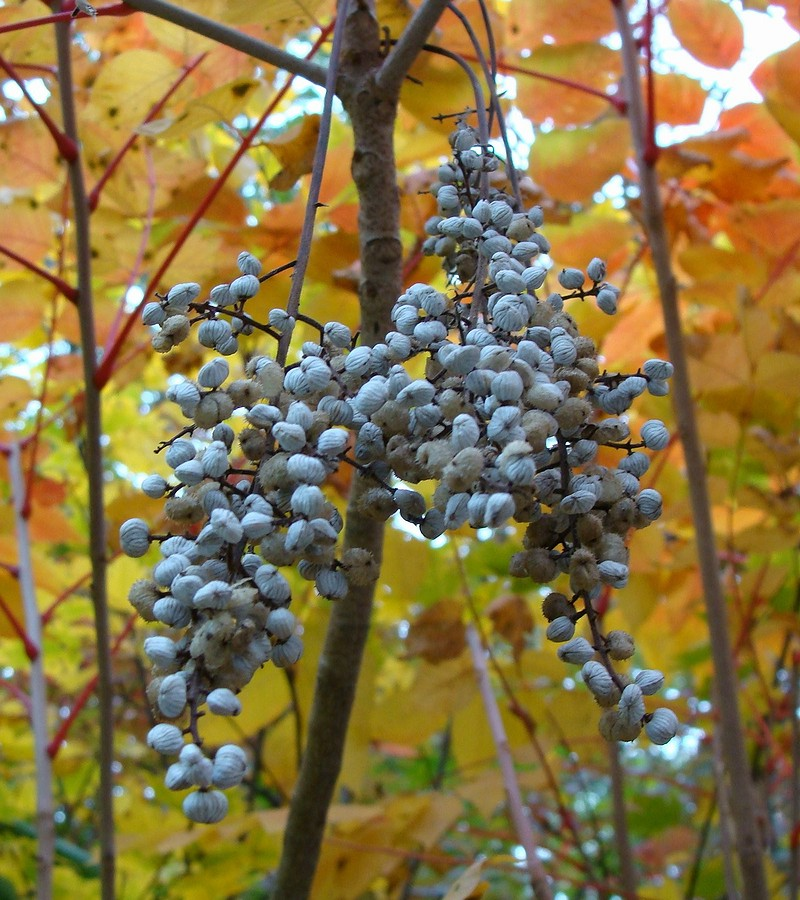
果実
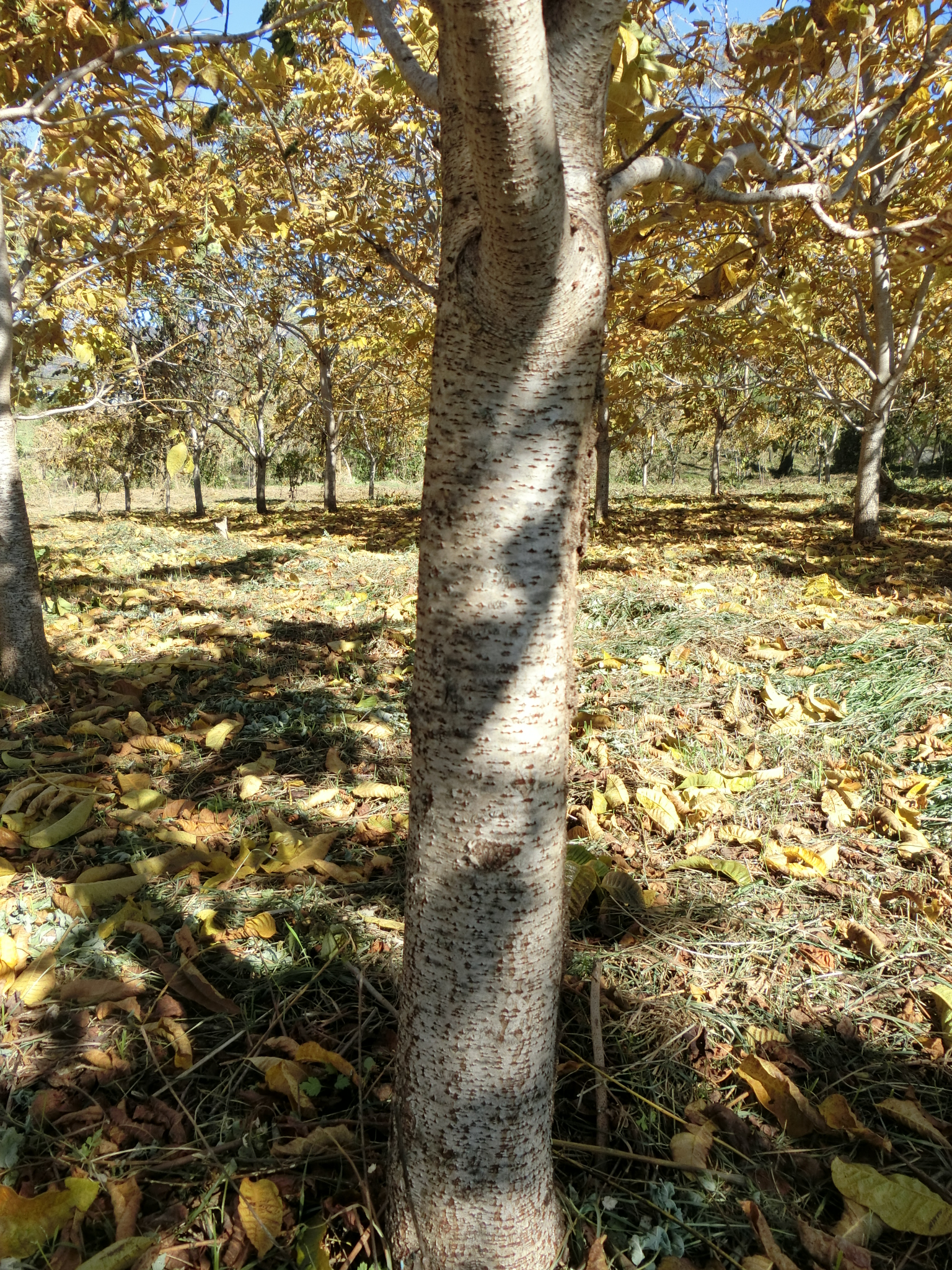
灰白色の幹

### 類似種
類似種との区別は小葉に注目する。鋸歯があるものはヌルデである。次に小葉のうち最も茎に近いものの大きさを見る。ウルシはどの葉も大きな差は無いが、ヤマウルシは明らかに小さい。ヤマハゼとウルシはよく似るが、ヤマハゼは小葉のウルシよりも大きさが小さいわりに側脈は多い。

## 生態
肥沃で水はけのよい土壌を好む。排水不良な場所に植えても不成績地になりやすい。
ウルシ類は種子は厚い種皮に覆われ吸水性に乏しく、そのまま播種しても非常に発芽しにくい。このために濃硫酸への浸漬処理が古くから行われてきた。硫酸処理後には低温環境下に暫く置いておくことも併用すると良いとされる。種子に中性子線を照射してもウルシの実生には目に見える変化はない。クスノキとサイカチは異常が現れるという。
焼畑農業での農地造成の際に、ウルシを混ぜて焼くと農地の収穫量及び生えてくる雑草が少ないという言い伝えのある地方があるという。おそらく何らかのアレロパシーを持っているものと見られるが、よくわかっていない。茨城県のウルシ栽培地の植生では周囲の環境にないものがよく出現するが、これはよく草刈りを行っているためとみられる。
実生繁殖の他にも「根分け」、「分根」という栄養繁殖で増やすことが多い。
組織培養による栽培も研究されている。各種の栄養繁殖が容易である割に遺伝的多様性は高いという。
カラスやキツツキ類がウルシ類の果実をよく食べるという。
エキビョウキンによる根の病害に弱い。また、果実にうどん粉病が発生すると中の種子が不良種子になるという。

## 分布
アジア地域、中国からヒマラヤ山脈付近にかけての地域が原産地とされ、日本（九州から北海道まで分布）には古い時代にわたってきた外来種とされている。
自然分布域については従来は中国中西部以西とされてきたが、東端は朝鮮半島付近に達するという説もありはっきりしない。
日本伝来の時期についても、隋の時代（西暦581年-618年）かそれ以後とされてきたこともあったが、最近は縄文時代には栽培されていた説が主流である。木片の鑑定から1万年以上前の縄文時代前期からあった地域もあるとみられている。遺跡から発見からされた木片組織の観察ではウルシとヤマウルシの識別が難しかったが、道管および放射組織の大きさと配置に若干の差が出るから見分けられるという。これを受けて、かつてヤマウルシとされた縄文時代前期の遺跡である鳥浜貝塚の出土品は再鑑定の結果ウルシであるとされた。ヤマウルシ類との比較では花粉の形態も若干差が出ることが知られ、こちらで調査したものもある。関東地方の土層からも紀元前7500年ごろのウルシの花粉が検出されるという。

## 人間との関係
利用ほか形態生態的特徴も昔からよく研究されてきた有用樹木である。戦前までのウルシに関する各種文献リストをまとめたものに原田（1938）がある。

### 樹液・樹脂
古くから、樹皮を傷つけて生漆を採り、果実は乾かした後に絞って木蝋を採ることができる商品作物として知られており、江戸時代には広島藩などで大規模な植林が行われていた記録が残る。北海道の網走にあるウルシ林は、幕末の探検家、松浦武四郎がアイヌの人々に漆塗りを伝えようとの考えで植えたものが伝わったといわれる。
日本の産地としては岩手県北部の二戸市浄法寺町が有名である。岩手県のウルシ隣家への聞き取り調査では、ウルシはスギと比較したとき、現金化できるまでの期間が短いことが利点で、収益率は下刈りの回数に左右されるという。同一樹齢で比べたときに胸高直径の大きいものの方が、より多くの樹液が取れる傾向にある。
塗料としての漆は、塗りが美しいばかりではなく、保ちがよく劣化しにくい長所がある。寒い地方のものが漆としての品質が優れるとされ、津軽塗や会津塗などが有名である。日本の漆工芸は17世紀に非常に重要な産業になったため、1868年の明治維新まで、樹液を採取するウルシの木はすべて登録制となっていた。現代の日本の漆工芸で使用する生漆（きうるし）の大部分は、中国からの輸入に頼っている。漆塗りに使う樹液の採取方法は、夏至ごろにウルシの樹皮に幾筋も平行な傷をつけ、にじみ出てきた黄色い樹液を掻き取る「漆掻き」という作業が行われる。1本の木から採れる樹液の量は、1年間で250 cc程度で、中国では2、3年採取したら木を休ませる。日本では、10年ほど育てたウルシの木から数か月かけて樹液を採り尽くし、木を伐採してしまう「殺し掻き」が主流である。伐採されたウルシは、切り株から生えたひこばえを10年かけて再び育てて樹液を採取する。採取されたウルシの樹液から不純物を取り除き、熱処理して、煤や金属粉などを混ぜて塗料とし、素地となる木や竹、紙などに塗り重ねて乾燥させて研磨する工程を何度も繰り返すことで、透明感があり硬くて耐水性のある表面を形成する。
漆溶液内に電流を流し金属表面にめっき加工することや焼き付けによって塗膜を形成することもできる。
漆の硬化過程はよくわかっていない部分があり、研究対象になっている。通常は酵素により硬化させているが、紫外線を照射することにより早く固まらせることができる。ただし、紫外線は漆を劣化させる。また水分も漆の保存には悪影響を与え酸化反応が進み劣化する。漆の塗膜の表面にはナノメートル単位での微小な凹凸がある。常温乾燥させると凸部が多く、加熱乾燥させると凹部が多いなどの表面に差が見られるという。
樹液から漆を採取するのではなく、煮出したものを染料として使うこともできる。抽出時には炭酸ナトリウムを加えるのが望ましく、この抽出液には染色だけでなく抗菌作用がある。ウルシ属の植物は他の種でも抗菌作用が報告されている。抗菌性を示すのはウルシオールなどに含まれる水酸基（ヒドロキシ基）が原因なのではと見られている。

### 木材
道管の配置は環孔材で気乾比重は0.5程度。曲げや圧縮の数値は低く、強度的にはそれほど強いものではない。材は、耐湿性があり、黄色で箱や挽き物細工にする。

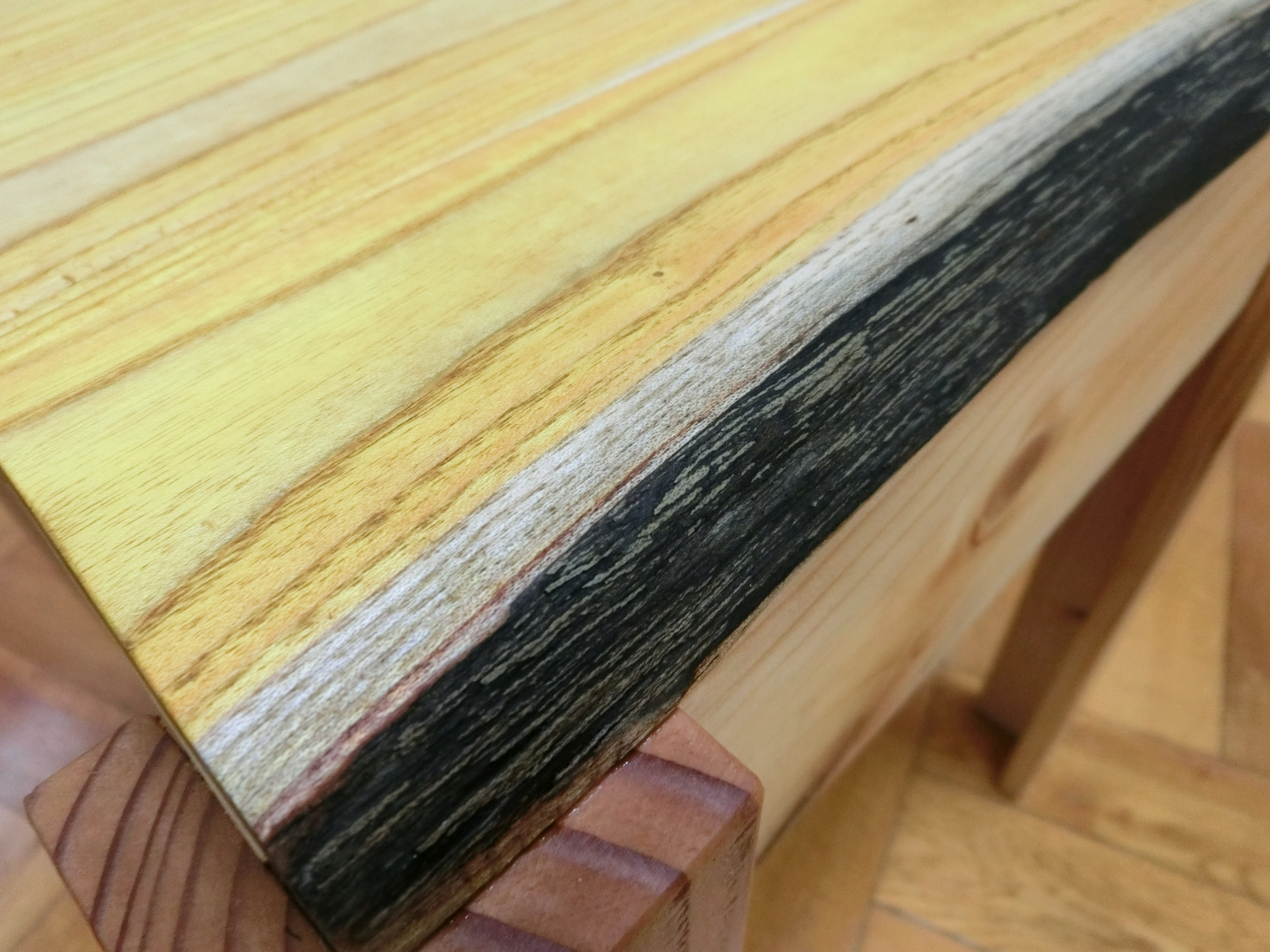
ウルシ材は心材色のみが黄色い
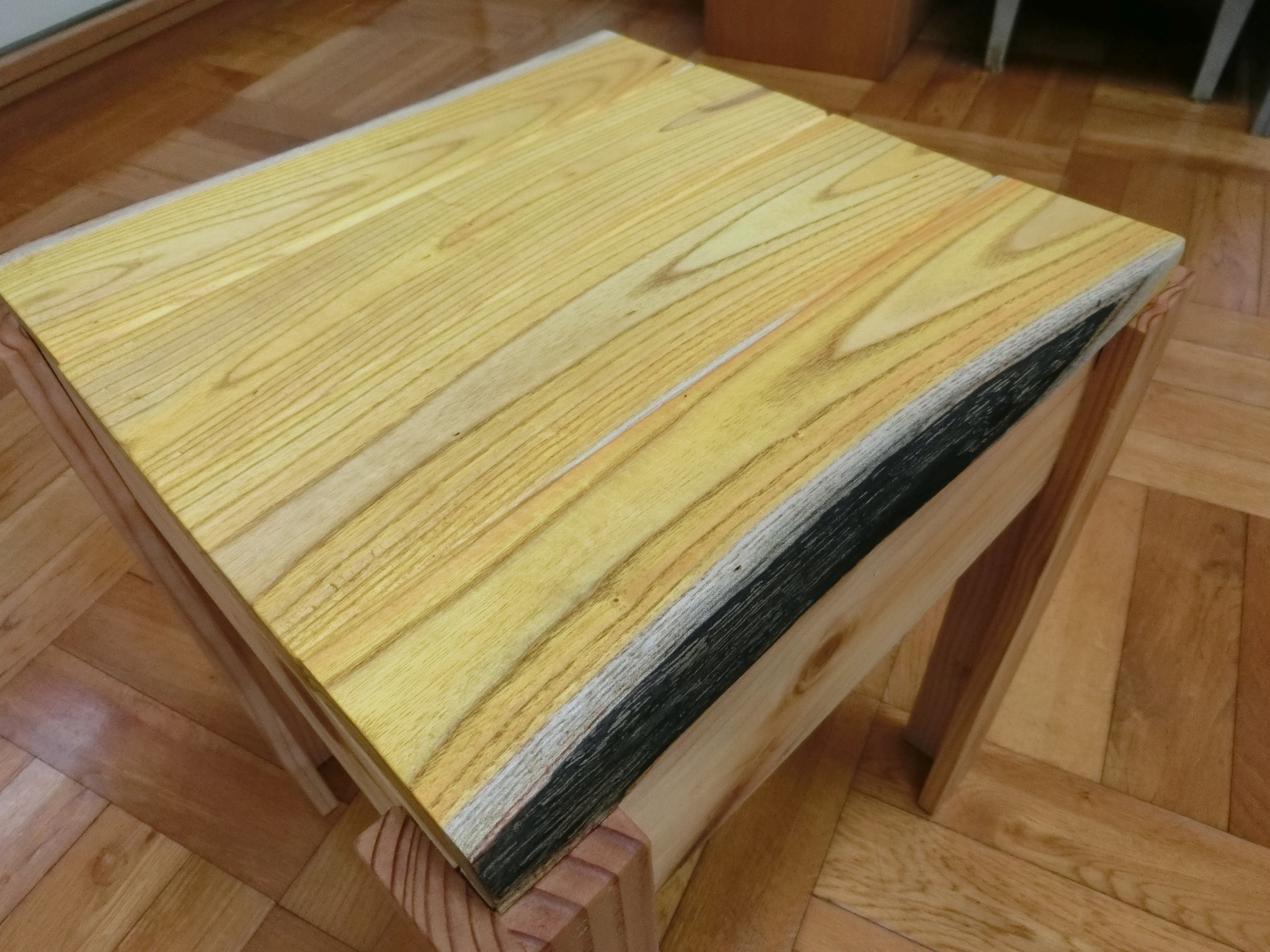
辺材は白く黒いところは形成層にあった漆が空気に触れた部分

### アレルギー
いわゆる「かぶれる木」として有名である。日本人の1/3程度は感受性があるという結果がある。
本種をはじめ、近縁種はアレルギー性接触性皮膚炎（いわゆる「ウルシかぶれ」）を起こしやすいことで有名である。これは、ウルシオールという物質によるものである。液体のウルシオールは激しいかぶれを引き起こし、人によってはウルシに触れなくとも、近くを通っただけでかぶれを起こすといわれている。また、ウルシオールの蒸気でさえ、数か月も残る痒みを引き起こすといわれる。山火事などでウルシなどの木が燃えた場合、その煙を吸い込むと気管支や肺内部がかぶれて呼吸困難となり、非常に危険である。なお、ウルシオールは硬化してしまえば安全であるので、漆器に食品を貯蔵しても問題はない。

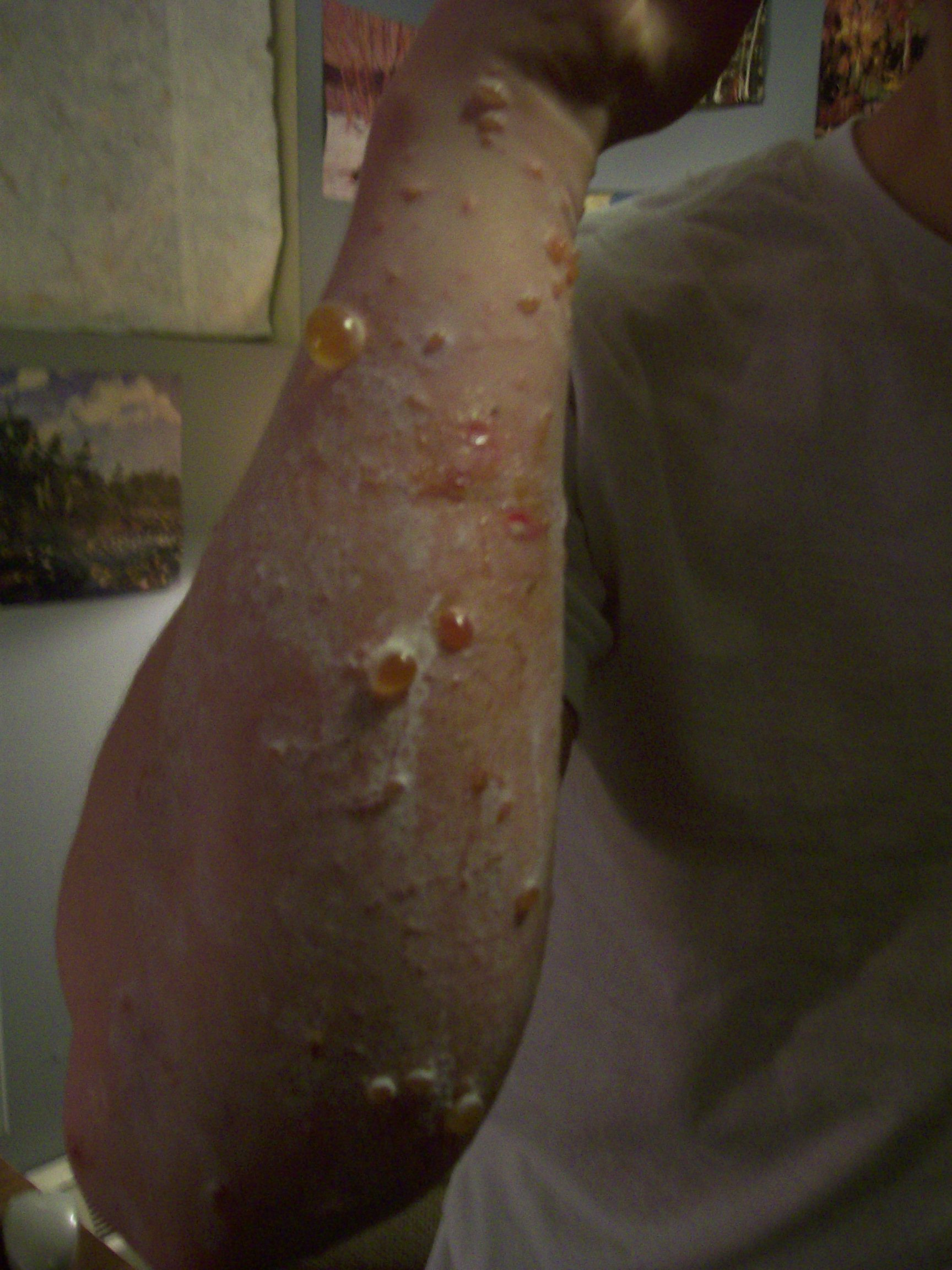
ウルシにかぶれた腕

### 食用・薬用
若い新芽の部分は食べることができ、味噌汁や天ぷらにすると美味しく食べられるとも言われる。中国の山奥には種子から搾った油があるという。
果実から搾った蝋がガムベースや光沢を出すためとして食品添加物として使われている。主成分はトリグリセリドだという。
「東医宝鑑」においてはウルシを材料とした漢方薬や、薬効に関しての記述があり、本書では固形化したウルシの樹液をじっくり煎って粉末にしたものを「乾漆」として漢方薬の材料として記載している。このことから、古くからウルシはそれがもたらす薬効が期待され、医学の面でも利用があったといえる。
日本の東北地方では、密教の僧侶が即身仏となって悟りを開くためウルシが使われたといわれる。即身仏とは僧侶がミイラ化したもので、即身仏となるためには数年をかけて食物の摂取量を徐々に減らしていき、植物の種子や根、樹皮だけを食べて痩せていき、最後にウルシの樹液から作った茶を飲んで自身をミイラ化させていくのだという。死亡から3年後に墓が開かれるが、まれに遺体が腐敗や分解されずに残っていると、即身仏と見なされる。この風習は自殺幇助であるとして19世紀末に法律で禁止されたが、日本のいくつかの寺院には、現代でも良好な保存状態を保つ即身仏が安置されている。

## ウルシ属
ウルシ属（ウルシぞく、学名: Toxicodendron）は、ウルシ科の属の一つ。学名は「毒のある木」を意味する。
- Toxicodendron acuminatum
- Toxicodendron diversilobum
- ツタウルシ Toxicodendron orientale
  - タイワンツタウルシ Toxicodendron orientale subsp. hispidum
- Toxicodendron parviflorum
- Toxicodendron potaninii
- アメリカツタウルシ（ポイズンオーク）Toxicodendron pubescens
- Toxicodendron radicans
  - ポイズンアイビー Toxicodendron radicans subsp. radicans
- Toxicodendron rydbergii
- Toxicodendron striatum
- ハゼノキ Toxicodendron succedaneum
- ヤマハゼ Toxicodendron sylvestre
- ヤマウルシ Toxicodendron trichocarpum
- ウルシ（この記事） Toxicodendron vernicifluum
- ドクウルシ（ポイズンシュマック）Toxicodendron vernix